# الإخوة بلوز
الإخوة بلوز (بالإنجليزية: The Blues Brothers)‏ هو فيلم كوميدي موسيقي أمريكي عام 1980 من إخراج جون لانديس. يقوم ببطولته جون بيلوشي في دور «جولييت» جايك بلوز ودان أيكرويد في دور شقيقه إلوود، وقد تطورت الشخصيات من الرسم الموسيقي المتكرر «ذا بلوز براذارز» على سلسلة هيئة الإذاعة الوطنية المتنوعة ساترداي نايت لايف، تدور أحداث الفيلم في وحول مدينة شيكاغو، إلينوي، حيث تم تصويره، وكتب السيناريو أيكرويد ولانديز. إنه يتميز بأرقام موسيقية من الإيقاع والبلوز (أر & بي)، ومغني الروح والبلوز جيمس براون.
وكاب كالواي وأريثا فرانكلين وراي تشارلز وتشاكا خان وجون لي هوكر، وهي تتميز بعروض مساندة غير موسيقية من قبل كاري فيشر وهنري جيبسون وتشارلز نابير وجون كاندي. القصة عبارة عن قصة فداء للمدان جيك المشروط وأخيه إلوود بالدم، اللذين انطلقوا في «مهمة من الله» لإنقاذ دار الأيتام الكاثوليكية التي نشأوا فيها من حبس الرهن للقيام بذلك، يجب عليهم جمع شمل فرقة (أر & بي) وتنظيم عرض لكسب 5000 دولار اللازمة لدفع فاتورة ضريبة الأملاك الخاصة بدار الأيتام، على طول الطريق يتم استهدافهم من قبل «امرأة غامضة» قاتلة ونازيين جدد وبلد وفرق غربية، كل ذلك بينما تلاحقهم الشرطة بلا هوادة، كانت يونيفرسال بيكشرز التي فازت في حرب المزايدة على الفيلم، تأمل في الاستفادة من شعبية بيلوشي في أعقاب ساترداي نايت لايف، وفيلم أنيمال هاوس والنجاح الموسيقي لأخوان بلوز، سرعان ما وجدت نفسها غير قادرة على التحكم في تكاليف الإنتاج.
تأخر بدء التصوير عندما استغرق ايكرويد، وهو جديد في كتابة السيناريو السينمائي، ستة أشهر لتقديم سيناريو طويل وغير تقليدي كان على لانديس إعادة كتابته قبل الإنتاج، والذي بدأ بدون ميزانية نهائية. في الموقع في شيكاغو، تسببت الحفلات وتعاطي المخدرات في بيلوشي في تأخير طويل ومكلف، إلى جانب مطاردات السيارات المدمرة التي تم تصويرها على الشاشة، جعلت الفيلم الأخير من أغلى الأفلام الكوميدية التي تم إنتاجها على الإطلاق، أدت المخاوف من فشل الفيلم إلى قصر حجوزاته الأولية على أقل من نصف تلك التي يستقبلها الفيلم عادةً صدر في الولايات المتحدة في 20 يونيو 1980، وقد تلقى مراجعات إيجابية في الغالب، لقد كسب ما يقل قليلاً عن 5 ملايين دولار في عطلة نهاية الأسبوع الافتتاحية وحقق أكثر من 115 مليون دولار في المسارح في جميع أنحاء العالم قبل إصداره على الفيديو المنزلي. لقد أصبح فيلمًا عبادة، وأنتج تكملة بلوز براذرز 2000 (1998)، والتي كانت إخفاقًا نقديًا وتجاريًا في عام 2020، اختارت مكتبة الكونغرس الفيلم ليتم حفظه في السجل الوطني للأفلام باعتباره «مهمًا ثقافيًا أو تاريخيًا أو جماليًا».

## قصة الفيلم
يُطلق سراح جيك بلوز من السجن بعد أن قضى ثلاث سنوات، والتقطه شقيقه إلوود في سيارته بلوز موبايل، وهي سيارة شرطة سابقة تعرضت للضرب، يوضح إلود قدراته من خلال القفز على جسر متحرك مفتوح ويزور الزوجان دار الأيتام الكنيسة الرومانية الكاثوليكية.حيث نشأوا ويتعلمون من الأخت ماري ستيجماتا أنه سيتم إغلاقه ما لم يتم جمع 5000 دولار من ضرائب الملكية، خلال خطبة للقس كليوفوس جيمس في كنيسة تريبل روك المعمدانية، كان لدى جيك عيد الغطاس يمكنهم إعادة تشكيل فرقتهم، الإخوة البلوز التي تم حلها أثناء وجود جيك في السجن، وجمع الأموال لإنقاذ دار الأيتام.في تلك الليلة، حاول جنود الولاية القبض على إلوود لقيادته برخصة معلقة بسبب 116 مخالفة وقوف و 56 مخالفة متحركة. بعد مطاردة عالية السرعة عبر ديكسي سكوير مول، يهرب الأخوان أثناء سيرهم إلى المنزل المفلطح الذي يعيش فيه إلوود، أطلقت امرأة مجهولة قاذفة صواريخ متعددة الماسورة على جيك، ودمرت مدخل المبنى، لكنها تركت الأخوين بطريقة ما دون أن يصاب بأذى، في صباح اليوم التالي أثناء مداهمة للشرطة، قامت نفس المرأة بتفجير قنبلة دمرت المبنى لكنها بأعجوبة تركت جايك وإلوود سالمين مرة أخرى.
يبدأ جيك وإلوود في تعقب أعضاء الفرقة خمسة منهم يلعبون في صالة هوليداي إن مهجورة ويوافقون بسرعة على الانضمام، آخر يرفضهم محتجًا على أنه المعلم في مطعم باهظ الثمن وأنيق، لكن الأخوين يتصرفان بشكل غير لائق حتى يلين. في طريقهما للقاء آخر عضوين في الفرقة، وجد الأخوان الطريق عبر جاكسون بارك مسدودًا بمظاهرة للحزب النازي الأمريكي على جس؛ يديرها إلود من الجسر إلى إيست لاجون، ويأمر القائد أحد المرؤوسين بكتابة لوحة ترخيص سيارتهم. أخيرًا قاموا بدعوة آخر عضوين من الفرقة، والذين يديرون الآن مطعمًا للطعام الروحي ينضمون إلى الفرقة ضد نصيحة الزوجة. تحصل المجموعة التي تم لم شملها على أدوات ومعدات من تبادل الموسيقى راي في كالوميت سيتي، وكالعادة يأخذ راي ورقة ضمان، بينما يحاول جيك حجز حفلة، تستخدم المرأة الغامضة قاذف اللهب إم 9 لتفجير كابينة الهاتف التي يستخدمها، والموجودة بجوار خزان الوقود للمرة الثالثة، لم يصب بأذى بأعجوبة تتعثر الفرقة في حفلة موسيقية في بوب كونتري بنكر، وهو هونكي تونك محلي. إنهم يربحون الحشد الصاخب، لكنهم يصعدون إلى شريط أعلى من رواتبهم ويثيرون حنق الفرقة الريفية التي تم حجزها بالفعل من أجل الحفلة، «جود أول بويز».
بعد إدراكهم أنهم بحاجة إلى عرض كبير واحد لجمع الأموال اللازمة، أقنع الأخوان وكيلهم القديم بحجز قاعة بالاس فندق شمال شيكاغو. قاموا بتركيب مكبر صوت فوق بلوز موبايل وقيادة منطقة شيكاغو للترويج للحفل الموسيقي ومع ذلك، فهم ينذرون عن غير قصد الشرطة والنازيين وفتيان الطيبين بمكان وجودهم. قاعة الرقص مليئة بمشجعي البلوز وإنفاذ القانون وفتيان جود أول بويز. يؤدي جاكي وإلود أغنيتين، ثم يتسللان خارج الكواليس، حيث يقترب الموعد النهائي للضرائب بسرعة. يعرض عليهم أحد المديرين التنفيذيين في شركة التسجيلات سلفة نقدية قدرها 10000 دولار على عقد تسجيل - أكثر من كافية لسداد ضرائب دار الأيتام وأي أو يو من راي-س - ثم يوضح للأخوين كيفية الهروب من المبنى دون أن يلاحظه أحد. بينما يهربون عبر نفق خدمة، يواجهون المرأة الغامضة: خطيبة جيك السابقة المنتقمة. بعد أن تركتهم رصاصة بندقية إم 16 دون أن يصابوا بأذى بأعجوبة، تقدم جيك سلسلة من الأعذار السخيفة التي تقبلها، مما يسمح للأخوين بالهروب إلى بلوز موبايل.
يتسابق "جيك '' و "إلوود '' عائدين نحو "شيكاغو'' مع عشرات من شرطة الولاية المحلية وفتيان «جود أول بويز» في المطاردة. لقد أفلتوا منهم جميعًا في نهاية المطاف بسلسلة من المناورات غير المحتملة، بما في ذلك هروب معجزة يتحدى الجاذبية من إلينوي النازيين. في مركز ريتشارد جي دالي، اندفعوا داخل مبنى مجلس مدينة شيكاغو المجاور، وسرعان ما تبعهم المئات من الشرطة وجنود الولاية وفرق قوات التدخل السريع ورجال الإطفاء وحرس إلينوي الوطني والشرطة العسكرية. عند العثور على مكتب المقيم في مقاطعة كوك، يدفع الأخوان فاتورة الضرائب. مثلما يتم ختم إيصالهم، يتم القبض عليهم من قبل حشد من ضباط القانون. في السجن، تعزف الفرقة أغنية " جيلهاوس روك " للنزلاء.

## الإنتاج

### الأصول
تم إنشاء الشخصيات، جاكي وإلود بلوز، بواسطة بيلوشي وايكرويد في العروض في ساترداي نايت لايف. كان اسم «الاخوة البلوز» هو فكرة هوارد شور. تم تطوير القصة الخلفية الخيالية والرسومات الشخصية لأخوة الدم جيك وإلوود بواسطة ايكرويد بالتعاون مع رون جوين، الذي يُنسب إليه كمستشار قصة للفيلم. كما هو مرتبط في ملاحظات الخطوط العريضة للألبوم الأول للفرقة، حقيبة كاملة من البلوز، نشأ الأخوان في دار للأيتام، وتعلموا موسيقى البلوز من بواب يدعى كورتيس، وأغلقوا أخوتهم عن طريق قطع أصابعهم الوسطى بخيط فولاذي قيل إنه يمتلك تأتي من غيتار إلمور جيمس.

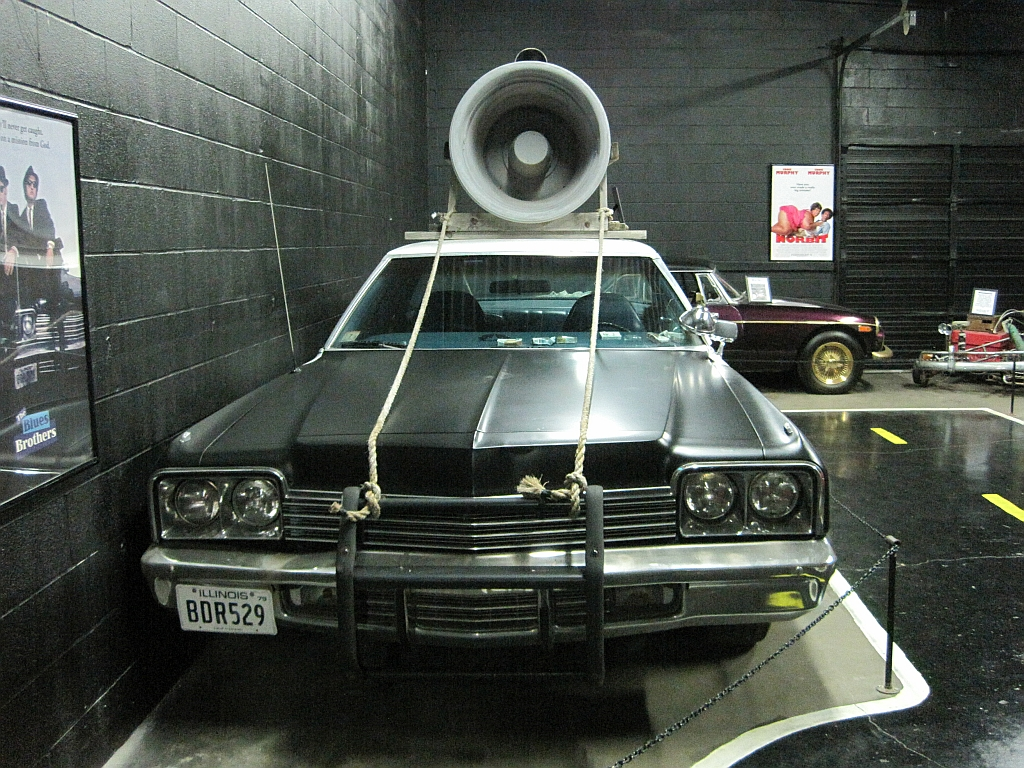
إعادة انتاج "بلوز موبايل"

#### فريق العمل
بناءً على طلب ايكرويد، تم اختيار نجوم سول و (أر & بي) جيمس براون وكاب كالواي وري تشارلز وأريثا فرانكلين في أجزاء التحدث لدعم الأرقام الموسيقية المبنية حولهم. تسبب هذا لاحقًا في حدوث احتكاك في الإنتاج بين لانديس ويونيفيرسال، حيث تجاوزت تكاليفها الميزانية الأصلية. نظرًا لعدم حصول أي منهم على أي نجاحات في السنوات الأخيرة، باستثناء تشارلز، فقد أراد الاستوديو من المخرج أن يستبدلهم - أو يضيف أداءً من خلال - أعمال أصغر، مثل روز رويس، التي جعلتها «غسيل السيارات» من نجوم الديسكو بعد استخدامها في فيلم 1976 بهذا الاسم.

##### التصوير
بدأ التصوير الرئيسي في يوليو 1979، مع عدم تسوية ميزانية الفيلم بعد. في الشهر الأول، سارت الأمور بسلاسة داخل وخارج المجموعة عندما رأى فايس الميزانية النهائية المفترضة البالغة 17.5 مليون دولار، قال مازحا «أعتقد أننا أنفقنا هذا المبلغ بالفعل». في الشهر التالي، بدأ الإنتاج يتأخر عن الموعد المحدد. كان الكثير من التأخير بسبب احتفال بيلوشي وتناوله عندما لم يكن في المجموعة، ذهب إلى أماكنه المألوفة في شيكاغو مثل حقل ريجلي وأولد تاون، شيكاغو غالبًا ما كان الناس يتعرفون عليه ويسقطون منه الكوكايين، وهو عقار كان يستخدمه بالفعل بكثافة بمفرده، على أمل استخدامه معه. قال سموكي ويندل الذي تم تعيينه في النهاية لإبعاده عن النجم، «كل جو من ذوي الياقات الزرقاء يريد قصة جون بيلوشي». نتيجة لليله المتأخر وتعاطيه للمخدرات والكحول، غالبًا ما يفوت بيلوشي مكالمات الوحدة (بداية يوم الإنتاج) أو يذهب إلى مقطورته بعدهم وينام، مما يضيع ساعات من وقت الإنتاج. ذات ليلة وجده أيكرويد يتحطم على أريكة منزل قريب، حيث كان بيلوشي قد ساعد نفسه بالفعل في تناول الطعام في الثلاجة.

## بلوزموبايل
استخدم الفيلم 13 سيارة مختلفة تم شراؤها في مزاد من دورية الطرق السريعة في كاليفورنيا لتصوير سيارة دورية ماونت بروسبكت، إلينوي دودج موناكو المتقاعدة عام 1974. تم تجهيز المركبات من قبل الأستوديو للقيام بأعمال قيادة خاصة؛ تم تخصيص بعضها للسرعة والبعض الآخر للقفز، اعتمادًا على المشهد. بالنسبة لمطاردات السيارات الكبيرة، اشترى صانعو الأفلام 60 سيارة شرطة بسعر 400 دولار لكل منها، ودمر معظمها عند الانتهاء من التصوير. تم التعاقد مع أكثر من 40 سائق حيلة، واحتفظ الطاقم بمتجر لإصلاح السيارات يعمل على مدار 24 ساعة.

## مرحلة ما بعد الإنتاج
استمرت صعوبات لانديس حتى بعد الانتهاء من التصوير الرئيسي، استمر القطع الأول من الاخوة البلوز لمدة ساعتين ونصف مع استراحة، بعد فحص مبكر واحد، طالب واسرمان بتقصيره فاستُقطت 20 دقيقة، كانت الميزانية النهائية للفيلم 27.5 مليون دولار (أي ما يعادل 86 مليون دولار في 2020)، 10 ملايين دولار عن ميزانيته الأصلية.

## الاستقبال

### شباك التذاكر
افتتح الاخوة بلوز في 20 يونيو 1980، مع إصدار في 594 مسرحًا استغرق الأمر 4,858,152 دولارًا، واحتل المرتبة الثانية لهذا الأسبوع (بعد حرب النجوم الجزء الخامس: الإمبراطورية تعيد الضربات) والمرتبة العاشرة طوال العام. على مر السنين، احتفظ بمتابعين من خلال التلفزيون والفيديو المنزلي. بلغ إجمالي أرباح الفيلم 57229890 دولارًا محليًا و58 مليون دولار في شباكات التذاكر الأجنبية ليصبح المجموع 115229890 دولارًا. حسب النوع، فه تاسع أعلى نسبة موسيقية وتحصل على المرتبة العاشرة بين أفلام الطريق الكوميدية. يحتل المرتبة الثانية، بين واين وورلد (فيلم) وعالم واين 2، من بين الأفلام المقتبسة من ساترداي نايت لايف اسكتشات. ادعى المخرج جون لانديس أن فيلم الإخوة البلوز كان أيضًا أول فيلم أمريكي يحقق أرباحًا في الخارج أكثر مما حققه في الولايات المتحدة.

#### استقبال نقدي
تلقى الاخوة بلوز مراجعات إيجابية في الغالب من النقاد. على روتن توميتوز، حصل الفيلم على تقييم 73٪، استنادًا إلى 89 تقييمًا، بمتوسط تقييم 7.60 / 10. يقول الإجماع النقدي للموقع: «لقد تجاوز الحد الأقصى من أجل مصلحته، ولكنه نجى في النهاية من خلال سحر الممثلين، ونعمة المخرج جون لانديس، والعديد من المقاطع الموسيقية المثيرة للروح». حاز على جائزة جولدن ريل (محرري صوت الصور المتحركة) لأفضل مونتاج صوتي وتأثيرات صوتية،احتل المرتبة 14 في «قائمة أعظم 50 فيلمًا كوميديًا في كل العصور» لمجلة توتال فيلم. وهو رقم 69 في «أظرف 100 فيلم» لبرافو. أعطى ميتاكريتيك الفيلم درجة 60 بناءً على 12 مراجعة، مما يشير إلى «مراجعات مختلطة أو متوسطة».

## روابط خارجية
- الإخوة البلوز على موقع IMDb (الإنجليزية)
- الإخوة البلوز على موقع ميتاكريتيك (الإنجليزية)
- الإخوة البلوز على موقع روتن توميتوز (الإنجليزية)
- الإخوة البلوز على موقع نتفليكس (الإنجليزية)
- الإخوة البلوز على موقع قاعدة بيانات الأفلام العربية
- الإخوة البلوز على موقع ألو سيني (الفرنسية)
- الإخوة البلوز على موقع Turner Classic Movies (الإنجليزية)
- الإخوة البلوز على موقع أول موفي (الإنجليزية)
- الإخوة البلوز على موقع بوكس أوفيس موجو (الإنجليزية)
- الإخوة البلوز على موقع فيلمافينيتي (الإسبانية)

- الموقع الرسمي